# Mitridat II. Partski
Mitridat II. Veliki (perzijsko مهرداد دوم بزرگ‎), veliki kraj  Partskega cesarstva od leta 123 do 88 pr. n. št.. Med njegovim vladanjem je Partsko cesarstvo doseglo svoj največji obseg, * ni znano, † 88 pr. n. št..
Mitridat II. je obranil cesarstvo pred nomadskimi Saki, ki so zasedli Baktrijo in vzhodni Iran in v bitkah ubili dva njegova predhodnika: Artabana I. in Fraata II.. Po pisanju Junijana Justina, rimskega zgodovinarja iz 3. stoletja, ki ga pogosto zamenjuje z Mitridatom III., je Mitridat II. premagal armenskega kralja Artavazda I. in zasedel sedemdeset dolin. Princ Tigran, dedič armenskega prestola, je postal njegov politični talec. 
Leta 123 in 115 pr. n. št. je sprejel ambasadorje kitajskega cesarja Vu Dija, Državi sta vzpostavili diplomatske stike in postavili temelje za ponovno odprtje svilne ceste, ki je kasneje partski državi prinašala velike dohodke.
Mitridat se je zapletal tudi v vojne s sirskimi vladarji in bil prvi partski vladar, ki se je pogajal z Rimsko republiko, katero je leta 92 pr. n. št. predstavljal kilikijski pretor Lucij Kornelij Sula. 
Uvedel je nove oblike kovancev. Na svojih kasnejših kovancih je upodobljen z brado in kupolasto partsko krono. 